# Father and Daughter (phim)
Cha và con gái (tiếng Anh: Father and Daughter) là một phim hoạt hình ngắn của đạo diễn Michaël Dudok de Wit thực hiện vào năm 2000.
Với độ dài 8 phút 30 giây, bộ phim là câu chuyện không lời về tình cha con của một cô gái với người cha đi xa lâu ngày. Bộ phim đã giành Giải Oscar cho phim hoạt hình ngắn năm 2000 cùng rất nhiều giải thưởng khác.

## Nội dung
Phim nói về một cô bé phải từ biệt người cha lên thuyền ra khơi từ khi cô còn rất nhỏ. Ngày ngày cô bé vẫn đạp xe tới nơi cha cô rời bến để chờ người cha trở về.
Nhưng cha của cô gái không bao giờ quay trở lại. Một ngày, cô gái, lúc này đã là một bà lão, tới nơi đợi cha. Vùng nước nay đã khô cạn, chỉ còn là hoang mạc cát, bà lão cứ bước đi và tìm được chiếc thuyền của cha mình, nay đã không còn dấu vết nào của người cha.
Bà lão nằm lại trong lòng thuyền và dần hóa thành cô bé ngày nào trong tiếng nhạc của bản giao hưởng Sóng Danube.

### Nhân vật
- Người cha
- Cô con gái

## Ý nghĩa
Bộ phim được coi là chứa đựng nhiều thông điệp ẩn dụ. Hình ảnh người cha lên thuyền đi xa có thể coi là cái chết của ông. Hình ảnh người con gái ngóng đợi cha mình có thể coi là sự tưởng nhớ về ông trong suốt cuộc đời của cô. Khi cô gái đã trở thành bà lão và đi xuống hồ, đó là lúc bà qua đời và đoàn tụ với người cha của mình, lại trở thành cô con gái bé nhỏ của ông.